# Shamir
Shamir era um verme ou substância que tinha o poder de cortar um bloco de pedra, ferro ou diamante pelo simples fato de passar por cima do material.

## Lenda
Segundo a Guemará o Shamir foi criado por Deus e utilizado pela primeira vez por Moisés.
Moisés sabia que Deus havia criado nos seis dias da criação um ser vivo, muito pequeno, do tamanho de um grão de cevada, que podia cortar qualquer material, inclusive a mais dura rocha, somente passando por cima do material. Por isso, quando precisou cortar uma pedra para utilizar no altar do culto a Altíssimo, utilizou o Shamir.
Deus não permitia a utilização de instrumentos de guerra, o metal por exemplo, para a preparação de qualquer peça que fizesse de seu espaço sagrado. Quando isso era requerido, o Shamir era utilizado.
O Shamir foi utilizado no corte das pedras que ornamentavam as vestes sacerdotais. Essas pedras representavam as 12 tribos e não poderiam ser entalhas ou ter marcas de rachadura.
Algumas interpretações dos escritos, indicam o Shamir com um ser vivo, outras como uma substância.
O Shamir era guardado dentro de uma caixa de chumbo, cheia de farelos de cevada e envolvido em seda. 

## Templo de Salomão
Segundo o Talmud e o Midrash, quando o rei Salomão iniciou a construção do Templo de Yahweh lembrou-se da existência do Shamir e iniciou a sua busca. Após intensas investigações e demorada procura o foi achar em uma terra distante, no fundo de um poço, e o trouxe para o seu reino. Todas as vezes em que era necessário o corte de blocos de pedras, metais ou madeiras, os artesãos de Shlomo utilizavam o Shamir.
Reza a lenda que o Shamir perdeu-se na destruição do Templo de Salomão por Nabucodonosor. Há os que interpretem que o Shamir não se perdeu, mas estava "inativo" quando houve a conquista de Nabucodonosor.